# Scolopacini
Scolopacini – plemię ptaków z podrodziny słonek (Scolopacinae) w rodzinie bekasowatych (Scolopacidae).

## Zasięg występowania
Plemię obejmuje gatunki występujące w Eurazji, Australazji, Ameryce i Afryce.

## Systematyka
Do plemienia należą następujące rodzaje:
- Scolopax Linnaeus, 1758
- Coenocorypha G.R. Gray, 1855
- Gallinago Brisson, 1760
- Lymnocryptes Boie, 1826 – jedynym przedstawicielem jest Lymnocryptes minimus (Brünnich, 1764) – bekasik.